# Rudolf Bester
Rudolf Bester (ur. 19 lipca 1983 w Otjiwarongo) – namibijski piłkarz grający na pozycji napastnika.

## Kariera klubowa
Karierę piłkarską Bester rozpoczął w klubie Blue Waters Walvis Bay. W jego barwach zadebiutował w 2002 roku w namibijskiej Premier League. W 2004 roku wywalczył z nim mistrzostwo Namibii. Od 2006 do 2007 roku grał w Eleven Arrows FC. Z kolei cały rok 2008 Namibijczyk spędził w serbskim FK Čukarički, w którym rozegrał 23 mecze i strzelił 2 gole. Wiosną 2009 ponownie grał w Eleven Arrows.
W połowie 2009 roku Bester odszedł do południowoafrykańskiego Maritzburga United, grającego w Premier Soccer League. Zadebiutował w nim 7 września 2009, w zremisowanym 1:1 domowym spotkaniu z Supersport United FC. Grał w nim przez dwa lata.
W latach 2011–2013 Bester występował w Orlando Pirates. W sezonie 2011/2012 wywalczył z nim mistrzostwo Południowej Afryki. W sezonie 2013/2014 grał w Lamontville Golden Arrows FC, w sezonie 2014/2015 w Free State Stars FC, w sezonie 2015/2016 w Moroka Swallows FC, a w sezonie 2016/2017 w Alexandra Black Aces FC, w którym zakończył karierę.

## Kariera reprezentacyjna
W reprezentacji Namibii Bester zadebiutował 28 kwietnia 2004 roku w zremisowanym 0:0 towarzyskim meczu z Botswaną. W 2008 roku był powołany do kadry na Puchar Narodów Afryki 2008 i rozegrał 3 spotkania: z Marokiem (1:5), z Ghaną (0:1) i z Gwineą (1:1). Od 2004 do 2014 rozegrał w kadrze narodowej 43 mecze i strzelił 13 goli.